# 몽벨
주식회사 몽벨(일본어: 株式会社モンベル, 영어: mont-bell Co.,Ltd.)는 INC.)는 오사카부 오사카시 니시구 신마치 1번가 33번 20호에 본사를 둔 아웃도어를 중심으로 스포츠용품 등 기획 및 제조 판매하는 일본의 회사이다.
‘몽벨’은 프랑스어로 ‘산’을 뜻하는 ‘Mont’와 ‘아름다운’을 의미하는 ‘Bell’의 합성어로 이름 때문에 프랑스 브랜드로 오해받는 경우가 종종 있지만, 명실상부한 일본의 아웃도어 1위 브랜드로 세계 시장에서 자리매김하고 있다. 한국에는 1993년부터 사입 형식으로 유통됐으며 2008년부터는 LS네트웍스가 정식으로 제품개발과 유통을 맡고 있다. 2016년 4월 30일에는 국내 최초 오리지널 플래그십 스토어 1호점이 오픈하였다.
2016년 12월, LS네트웍스는 아웃도어 브랜드인 몽벨을 MBK코퍼레이션이라는 이름으로 독립 분리 전개한다고 발표하면서, 새로운 대표이사에는 이 브랜드의 사업 부장이었던 이성열이 선임됐다.

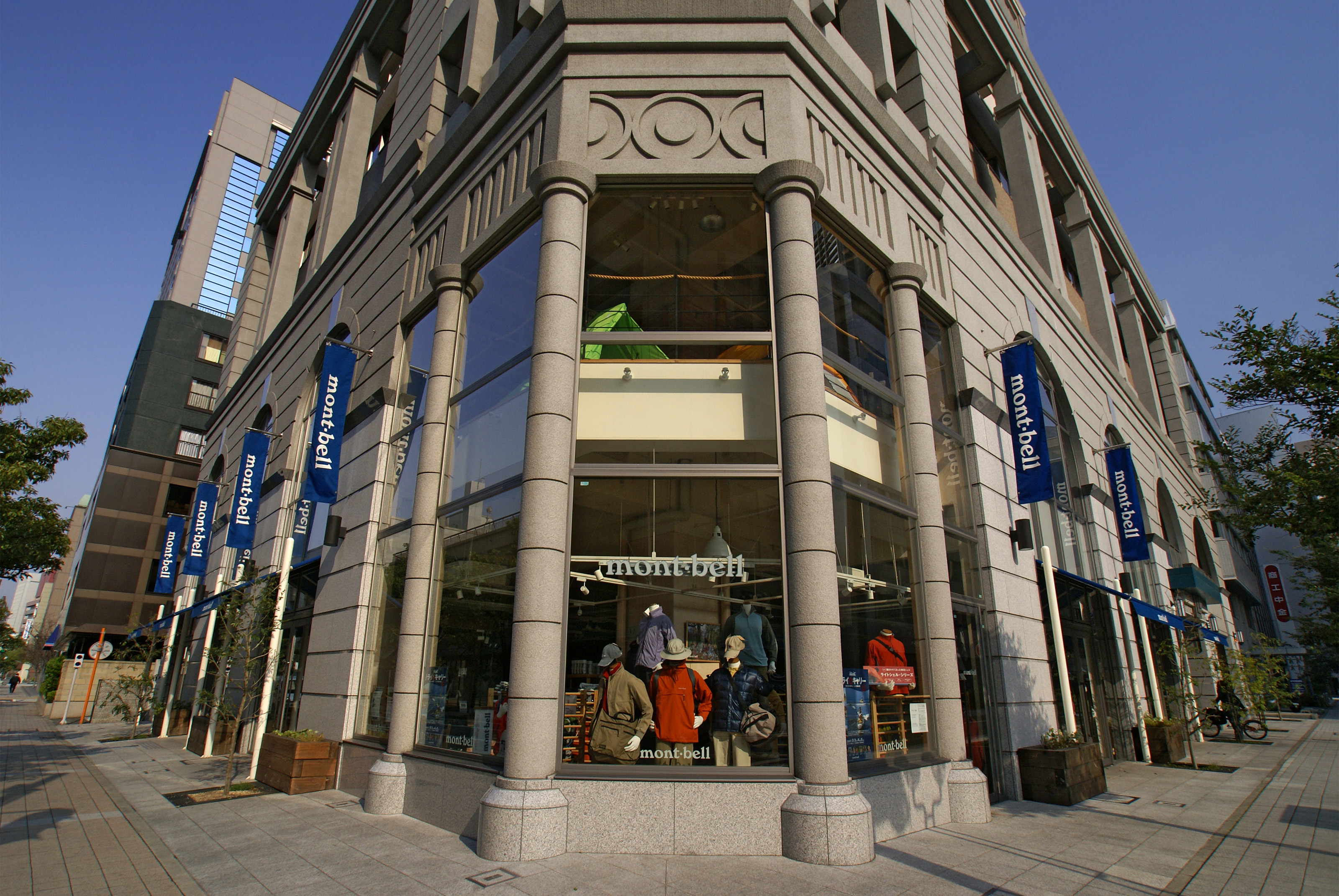
몽벨 고베 시 산노미야 점

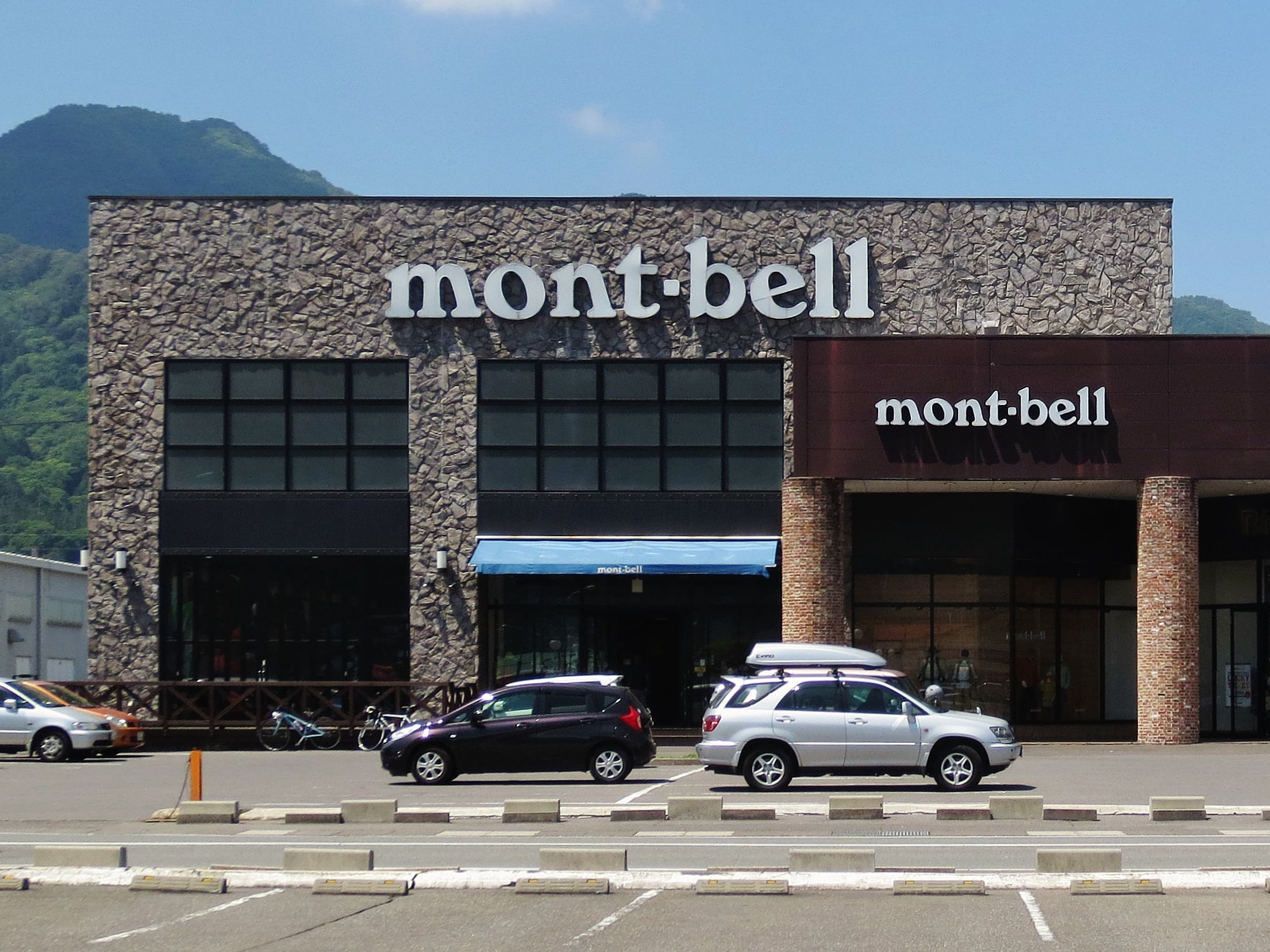
몽벨 나가노 현 스와 지점

## 같이 보기
- 노스페이스
- 파타고니아
- 컬럼비아 스포츠웨어
- 아이스브레이커
- 라푸마
- 밀레
- 머렐
- 캐나다 구스
- 몽클레르